# 極地戰嚎2
《極地戰嚎2》是一款由育碧蒙特利爾開發、育碧軟體發行的開放世界第一人稱射擊遊戲。北美、澳洲和歐洲的發行日期分別為2008年的10月21日、10月23日以及10月24日。並且於2008年10月22日開放在Steam平台上。最初開發《極地戰嚎》第一代的Crytek並沒有參與第二代的開發。接續的《極地戰嚎3》於2012年11月29日首度在澳洲發行。
育碧軟體將《極地戰嚎2》當作《極地戰嚎》真正的續集來販售，然而二代只有很少特別的地方與一代相似。取而代之的是，二代是以全新的角色和配置並創造新的遊戲風格讓玩家可以大幅自由的來探索像是沙漠、叢林和無樹平原等不同的非洲景色。遊戲發生在中部非洲現代世界的某個處於無政府狀態和內戰的國家。玩家操控一名雇傭兵在冗長的旅程中去尋找和刺殺一位惡名昭彰的武器走私販「豺狼」（The Jackal）。到2009年1月23日為止，二代已經賣出兩百九十萬份。

## 介绍
《孤岛惊魂2》是原版《孤岛惊魂》的续集。游戏设置开放式体验。玩家可以加盟一个或多个派系，找到合适的游戏世界和任务的进展方式，这种非线性的游戏风格通常称为沙盒模式，使得剧情随着玩家的速度或选择的次序而进展。玩家可以操纵各种载具，包括轿车、卡车、船和悬挂式滑翔机，驰骋在50平方公里的游戏世界内。游戏风格有正面攻击、匿踪渗透和暗杀。游戏的庞大舞台设在非洲，有着从沙漠到草原到森林的复杂地形。
游戏设有各种派系、车辆和敌军雇佣兵。动态天气系统营造出昼夜循环和不同的天气条件，如暴雨和狂风。游戏时间也会影响AI的行为，特别是敌人的警觉性和侵略性。例如，敌人的防范意识在夜间会略微提升，但无法看到隐藏的玩家，而天气炎热时，敌人可能坐在成群的树荫下，很容易从远处发现玩家。
健康值显示器被分成5段，若尚未耗尽且玩家在数秒内找到掩护，会自动填充。玩家携带的限量供应的皮下注射针管，能在任何时候使用，补充全部健康值。针管能在遍布游戏世界的急救箱，尤其是检查站中找到。濒临死亡时（健康值仅剩下一段），角色必须对自己实施急救，例如用钳子取出子弹、扳动扭曲或断裂的手指。

### 武器
玩家可以使用真实世界的大型武器库，涵盖武器包括战斗步枪、霰弹枪、狙击枪、火箭发射器、手枪和轻机枪。游戏将这些武器分入三个库存槽，分入每个特定类别的武器如下：
- 主武器：HK G3自动步枪、AK-47、FN FAL自动步枪、AR-16、M1903春田步枪、SVD狙击步枪、MP5SD、米尔科姆转轮连发式榴弹发射器、弗蘭基SPAS-12戰鬥霰彈槍、USAS-12霰弹枪、精密国际AS50狙击步枪、伊薩卡37泵動式霰彈槍和特制SD猎枪。
- 副武器：Star Model P、沙漠之鹰手枪、马卡洛夫手枪（可加装消音器）、乌兹冲锋枪、MAC-10衝鋒槍、信号枪、M79榴弹发射器、简易爆炸装置和一把被锯过的猎枪。
- 特种武器：RPG-7、卡爾·古斯塔夫無後座力炮、火焰发射器、迫击炮、PK通用机枪、M249班用自动武器、麻醉枪和一把特制的弩。

除了三个可选类型武器，也可用砍刀处决敌人。同时玩家可以携带一些手榴弹和燃烧瓶。游戏中所有武器均为“镜像”，退弹口、上膛拉柄和其他用户操作的部分位于左侧，唯一例外的是弹带机枪向右弹出子弹，尽管这仍意味着PK通用机枪成了镜像。一些武器被进一步修改，如伊萨卡37霰弹枪具备侧退弹口。
游戏的一大主要特色是武器用久了会变脏，容易堵塞，最终会造成灾难性故障，半路卡壳，最终无法使用。玩家可以在不同的武器店买到无限量供应的可用武器，以及根据说明书提升武器的可靠性和准确度。许多武器在武器店参与破坏敌军车队任务即可解锁。武器也可以从敌人身上搜得，但性能最差，在堵塞和损坏前只能用很短时间。

### 真实性
游戏有着武器退化和动态天气系统等现实性功能。玩家需要手持的地图和手持式导航系统（极类似于军用GPS）来四处探索，玩家经过环境时地图会自动更新。玩家能够标记某些对象和地点，如汽车、瞭望塔、弹药补给和建筑物，从而在地图上监视这些地点。当车辆遭损坏时，玩家必须进行简单的修复动作，如拧紧散热器（游击车）上、车头处或其他带有棘轮的内饰部分的螺栓。玩家必须对抗不同阶段的疟疾。每隔现实时间30到40分钟，玩家必须吃药来抵抗致盲和有着潜在致命影响的疾病。
杜尼雅引擎让游戏过程中出现复杂的剧情和运行中的事件。游戏采用日夜更替，树木和植被烧掉后能再生。独特的火势蔓延机制，能让星星之火最终发展成燎原之势，玩家若在战斗中采用能占据优势，但也会对玩家带来危险。火的特性依赖于风速、风向、降雨、植被类型等因素。例如，火势在干燥的地方、干燥的丛林环境、草原和稀树草原中不可能蔓延。
玩家中可以遇到的几种动物，能引开敌人，或让他们了解到玩家的存在。游戏中的大型动物为放牧的食草动物，如斑马、角马、羚羊、水牛、黑斑羚和大羚羊。山羊和鸡等家禽也有出现。游戏中的野生动物不会对玩家构成任何直接的威胁。敌人主要說两种非洲本土语，即南非荷兰语和祖鲁语。

### 多人模式
多人模式涵盖单机模式的动态元素（如火势蔓延），并尽可能提供接近所有技能水平的游戏玩法，让玩家养成具体的玩法，用地图编辑器自己设计地图时能够记住。多人模式已包括众多车辆。多人模式设有排名系统，玩家杀死敌人、拯救友方玩家、夺取控制点、捕获钻石可获得奖励。
在线比赛最多可以有16名玩家同时进行。游戏提供四种航运模式，包括死亡竞赛、团队死亡竞赛、抢钻石赛（改编自夺旗赛，旗子换成钻石）和起义。起义模式提供捕捉赛结点，比赛中每个队需要设立队长，只有队长能横跨地图捕获指定地点，一个团队必须捕获所有地点赢得一轮比赛后，才能刺杀敌队队长。
多人游戏分为六类。突击队攜带突击步枪；神枪手擅长远距离狙击，携带传统狙击枪；游击队擅长近战和伏击，携带猎枪；叛军使用炸药和火焰喷射器，携带火箭发射器；破坏者使用隐身和消音武器。每种类别均可选择合适的主副武器，以及破片手雷和燃烧瓶等爆炸物。每类玩家最多能花费三个“血钻”解锁更强大的武器，钻石可通过杀死敌方玩家、完成目标赚取经验值赢得。每种武器的升级潜力包括操作手册、维修手册和子弹带三类。

## 梗概

### 设定
《孤岛惊魂2》的故事发生在一个混乱不堪的非洲小镇，这个小镇被卷入了一场可怕的内战。政府已然分崩离析，留下了两个集团竞逐控制权。在战争中的两个集团分别为解放劳动力联合前线（UFLL，由Addi Mbantuwe 领导，一个前在野派的领导）以及人民抵抗联盟（APR，由Maj. Oliver Tambossa领导，前政府的主席团）。两个派系都宣称自己是深得民心的政党，但两者其实是一丘之貉，无情好战贪婪以及完全无视人民的幸福的特性表露无遗。两边都雇佣为数众多的外国雇佣兵作为在两者间矛盾中的中流砥柱。最近国内的钻石矿的矿源耗尽使这个国家陷入了更为深远的混乱，让许多外国雇佣兵既无钱途又无出路。玩家的目标是找到并杀掉豺狼，一个52岁的军火商，在两者的战火中大发国难财，向彼此收买武器的家伙。玩家必须不择手段地完成这个目标，即使他必须屈服于战争派系间的不人道行径以至于豺狼本人。

### 角色
所有可选择的角色都是男的，有部分潜在伙伴是女性。可选择的雇佣兵包括Warren Clyde（美国人），Quarbani Singh（印度裔毛里求斯人），Paul Ferenc（以色列人），白先勇（中国人），Marty Alencar（巴西裔美国人），Frank Bilders（北爱尔兰人），Josip Idromeno（阿尔巴利亚人），Hakim Echebbi（阿尔及利亚人）以及Andre Hyppolite（海地人）。不可选择的角色包括Flora Guillaen（古巴裔安哥拉人），Nasreen Daver（塔吉克人），和Michele Dachss（法国人）。
游戏里主要的敌人是狡猾残忍的军火商豺狼，他售卖的武器对这个国家的暴政雪上加霜。他由于无畏无惧地低价出售高质量武器而臭名昭著。他在游戏的初始就引用弗里德里希·尼采的《超越善恶》来表明自身对权力的欲望以及知识，而且对他所造成的死亡毫不动容。贯穿游戏中的不同的磁带记录揭露了他的想法以及信仰，在其中一份磁带中他表明他自己是一个人文主义者。讽刺的是豺狼自己患有癌症，已经命不久矣了。尽管他经历了种种际遇，豺狼从未尝试杀害主角，而且仅仅是在主角追杀他的时候把主角当做工具来搅浑这趟浑水。在最后，豺狼开始为他军火商的一生寻找救赎并希望净化这个城市使其远离战火。
两个派系各自有个领导以及副手。UFLL的领导人是Addi Mbantuwe 以及他的下属的名字是Leon Gakumba.UFLL的中尉是Hector Voorhees，Anto Kankaras，以及Joaquin Carbonell。APR的领导人则是少校Oliver Tambossa以及他的属下Prosper Kouassi。APR的中尉是Nick Greaves，WAlton Purefoy，以及Arturo Quiepo。

### 朋友
所有的可选择角色都是不同类型的雇佣兵。玩家不选择的可用角色会变成NPC，作为玩家的好友，玩家在游戏进程中能在酒吧里找到他们。这些好友被称为“伙伴”而且他们能够在游戏里扮演不同的角色，起到不同的作用。所有伙伴都会向玩家提供支线任务，完成后能够让伙伴与玩家间的关系更加深厚。此外玩家还能找到一些额外的伙伴。在所有的攻略中，能遇到的伙伴都是随机的，而且并不是所有伙伴都会出现。玩家的最佳拍档以及次要最佳伙伴可以作为辅助角色而存在。
玩家的最佳拍档可以向玩家提供备选方法，或者颠覆性的方法来完成大部分的主线任务。这些颠覆性的任务通常比标准任务要求的步骤更多一些，但这些任务能让最终目标更加容易达成。例如带一罐落叶剂给一个能开飞机的伙伴可以让他或她在玩家突击一个大农场时让敌人无处可藏，或者给一个有炸弹的伙伴带一个保险丝，可以让他或她炸掉一条桥，从下方摧毁一艘敌人的游船，而不需要让玩家向游船蛮干。完成颠覆性任务同时可以增进伙伴与玩家间的关系，同时让各个安全屋“升级”，例如安全屋外停车，医疗包以及子弹盒等等。然而最后的颠覆性任务的目标经常是玩家要把玩脱了的伙伴给救了，而在任务的最后，会增加很多的工作量。玩家必须选择要不就干一波难的，但是很快完事的任务；又或者干一波简单的长线任务。
当玩家的次要最佳伙伴是伙伴拯救者的话，当玩家玩脱了的时候是可以来救助玩家的。伙伴会把玩家移动到一个相对安全的位置然后把玩家复活，同时帮玩家和余下的敌人驳火。这个伙伴需要玩家进入任意一个安全屋来使伙伴恢复并准备再次救援玩家。
伙伴在颠覆性任务，玩家救助以及其他情况下有可能会受伤或者死掉。当伙伴死了，他们的死亡是永久的，而且不可代替。当玩家所有的伙伴都死绝了，颠覆性任务以及玩家救助将不再出现。当伙伴在战斗中受伤，他们会用烟雾弹标记他们的位置并大喊救援。玩家可以选择实施救援或者让伙伴自生自灭。如果伙伴的伤不到油尽灯枯的地步，玩家可以给他们打针来治疗他们。然而如果伙伴所受的伤实在太深，玩家的选择只有对其过度施药以实施安乐死，或者给伙伴温柔一枪。他们死前的最后一句话通常是“谢谢你。”

### 剧情
游戏开头，玩家的任务是杀死绰号为“豺狼”的臭名昭著的军火商。玩家扮演的角色在Leboa-Sako的北部登陆，并引入到该国现实残酷的生活中。前往小镇帕拉（Pala）的途中，玩家扮演的角色遭受疟疾的苦果，在副驾驶座上晕了过去。他在一家酒店中醒来，发现豺狼就站在自己眼前。疾病缠身的玩家丧失行为能力，豺狼简单讲出了他对哲学的洞察，引用了弗里德里希·尼采《善恶的彼岸》对权力意志的描述。他扬言要杀死玩家，但最终选择饶他一命，将砍刀插在墙上。玩家拿下刀后离开。
同时，帕拉的停火区已经沦陷，UFLL和APR展开交火。玩家设法逃脱后因疟疾昏倒，或是在逃脱前身负重伤。玩家在该地区派系副官的营地中恢复过来（副官有可能是UFLL的安托·坎卡拉斯或是华金·卡波，也有可能是APR的沃顿·普利福伊或是奎伊坡）。为了回报救命之恩，中尉给玩家分配了一些基本的任务。玩家遇到了著书描述豺狼参与的一场冲突的记者鲁本·奥鲁瓦吉姆。他要求玩家找到散布在该地区的、他采访豺狼的磁带。一旦玩家从协助难民逃脱的牧师那里获得疟疾药，玩家可以自由地选择下一个任务。
除了追捕豺狼，玩家可以把盖章的旅行证件提供给地下组织的难民，以交换抗疟疾药物，伏击派送武器的车队，能从军火商处获得更多种类的武器装备，从区域内的各种电信塔，能截获刺探目标的信号。
玩家被迫同时为Leboa-Sako地区的UFLL和APR组织卖命，双方都利用玩家作为间谍，避免全面战争爆发。当玩家在阵营总部接任务时，他可以听到派系领导人和雇佣兵领导人之间的对话。比如有一次，双方讨论的是豺狼患有癌症，只剩下几个月命的传闻。完成许多任务后，拍戏的领导人（莱昂·盖库姆巴或夸西）会与玩家签订合同，刺杀敌对派系的领导人。一旦暗杀成功，玩家会被出卖，受到承包商军队的伏击。玩家逃脱后仍身陷混乱，被迫选择保卫牧师和他照顾的平民，或是帮助雇佣兵的同僚。玩家最终陷入战争中，并在装满尸体的卡车后面醒来。玩家的任何死党遇害或是宣告失踪可以弥补这一点，这取决于玩家所选择的援助。玩家跌下卡车落在路上，在沙漠中寻求庇护，终于在接踵而至的沙尘暴中晕厥。这时豺狼再多出现，把失去意识的玩家送到安全地点，但随后被迫在群龙无首的敌方撤退部队抵达前逃亡。该派别的一名中尉给了玩家机会自我救赎，暗杀背叛玩家的派系队长。玩家在队伍集会地点刺杀了目标，并向南逃逸至波瓦塞科。

## 开发
育碧于2007年7月19日在法国巴黎公布了游戏，表示将由育碧蒙特利尔团队开发，定于2008年10月23日发售。前作的主角，杰克·卡弗（Jack Carver）不在本作中登场。在研究本作时，育碧曾采访1代的玩家，受访者纷纷表示主角给人的印象并不深刻，也不讨喜。因此，续作中，玩家能从九名角色中选出主角，每一个的长相和履历各不相同。游戏制作人路易-皮埃尔·法朗表示单人模式“可能需要50个小时游玩”。总监克林特·霍金也表示，探寻游戏的所有内容至少需要100个小时。
2007年8月在莱比锡演示的Alpha版透露了画面和开发者评述的13分钟的试玩。演示透露了枪战和驾驶场景以及急救和实体地图等独特功能，也直接展示了游戏中的图像特征，例如植物的程序性破坏和随时间推移的再生、火焰的动态传播和风在植被破坏和火势蔓延中起到的效果。人造建筑物也被证实可以高度破坏。

## 評價
| 評論          |                                           |
| 評論媒體      | 分數                                      |
| 1UP.com       | B+                                        |
| Eurogamer     | 8/10                                      |
| GamePro       | 5/5                                       |
| GameSpot      | 8.5/10                                    |
| GameSpy       | 3.5/5颗星                                 |
| IGN           | （PC）8.9/10[48] （PS3/X360）8.8/10       |
| PC Gamer UK   | 94%                                       |
| PC PowerPlay  | 10/10                                     |
| X-Play        | 4/5                                       |
| 合計的評論    |                                           |
| 評論媒體      | 分數                                      |
| Metacritic    | 85/100                                    |
| Game Rankings | （X360）84.42% （PS3）83.98% （PC）83.67% |